# Hongerwinter

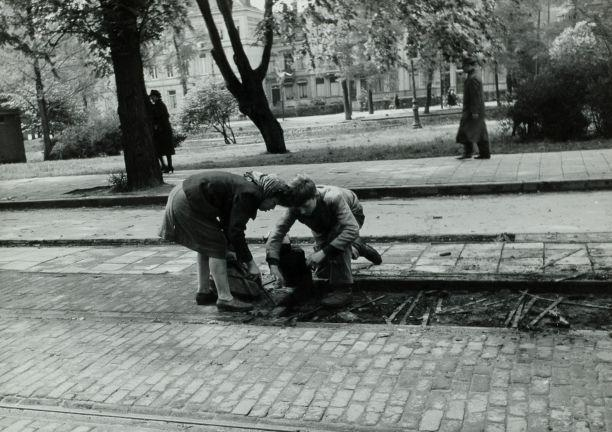
Kinderen roven houtblokjes van tussen de tramrails

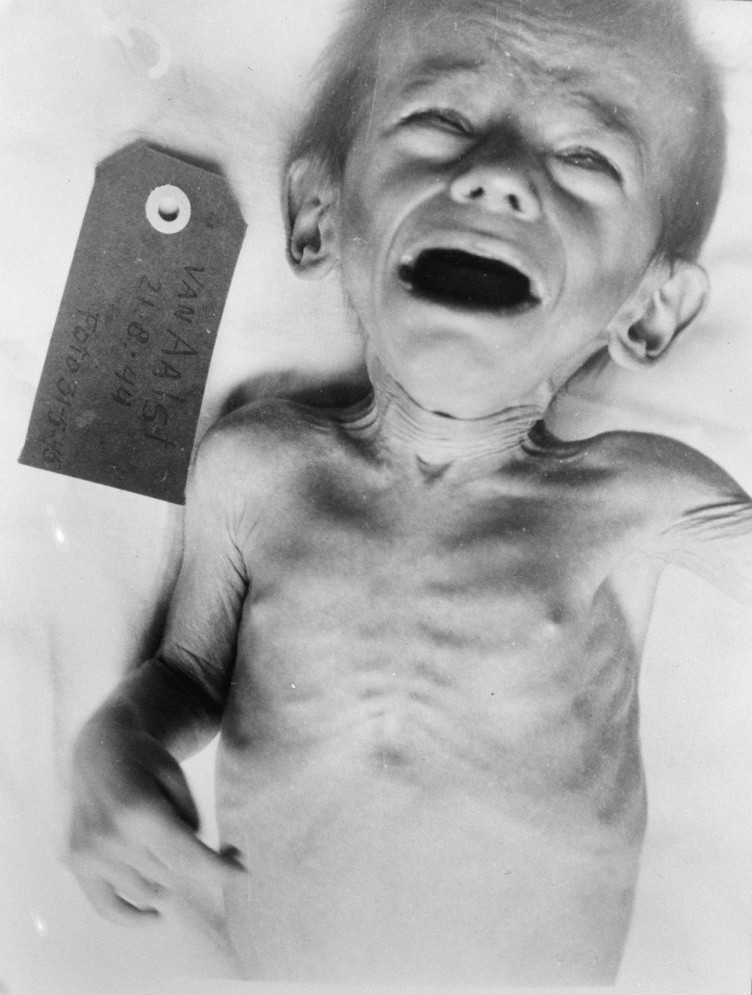
Ondervoed kindje in de Hongerwinter

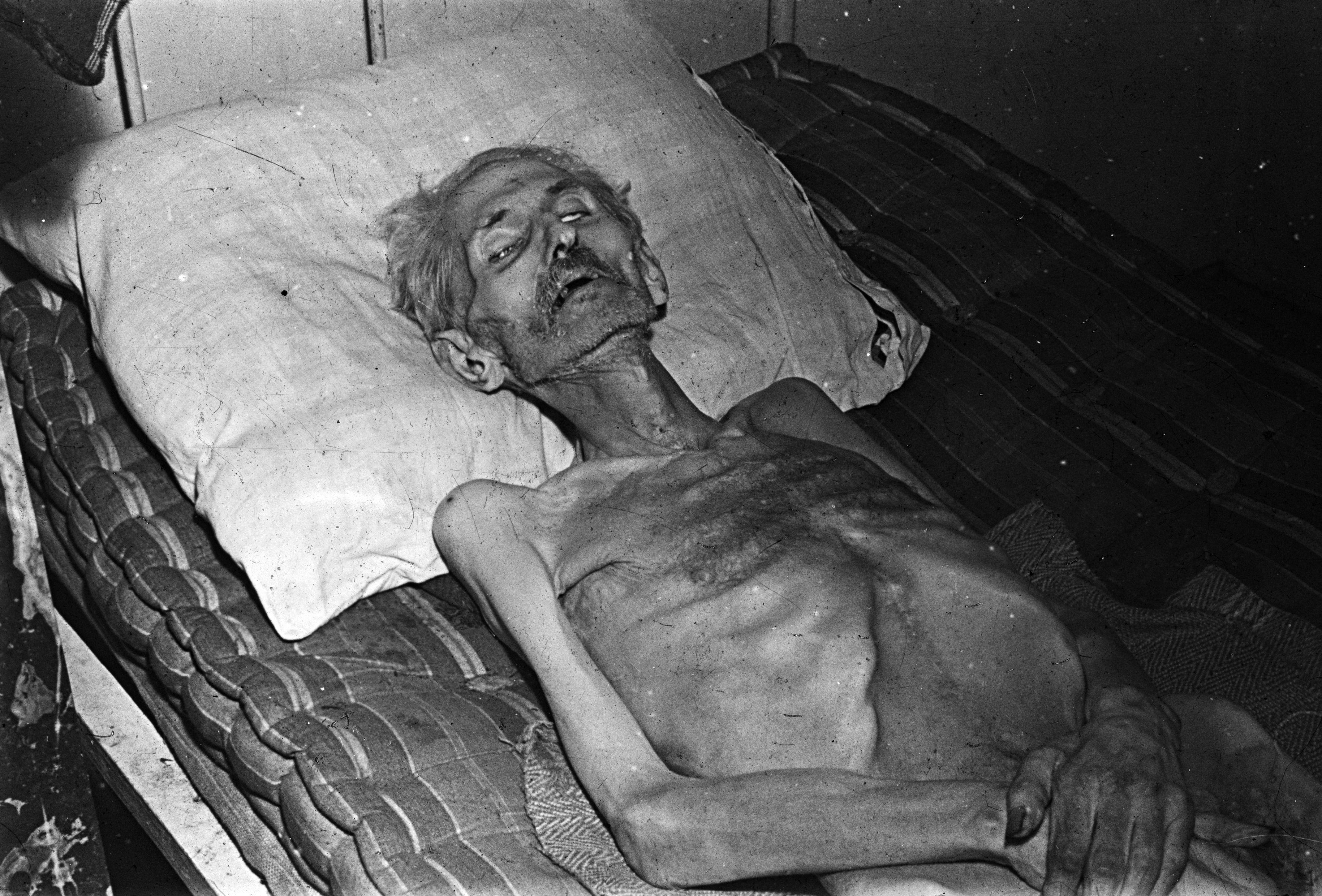
Een door honger overleden man

De Hongerwinter in Nederland was de winter aan het eind van de Tweede Wereldoorlog van 1944 tot 1945 met een groot tekort aan voedsel en brandstof. Hij leidde, met name in de steden van West-Nederland, tot hongersnood. Minstens twintigduizend mensen kwamen er om het leven door honger en kou.

## Oorzaken van de schaarste
De voedselschaarste in het westen van Nederland werd achteraf beschouwd als een gevolg van drie factoren:
- Door de bevrijding van zuidelijk Nederland was er geen aanvoer van steenkool uit de Limburgse mijnen meer mogelijk. Vanuit Duitsland kwam slechts zeer beperkt brandstof. Ook daar was behoefte aan brandstof voor het dagelijks leven en de oorlogsindustrie.
- De regeringsopdracht voor de Algemene Spoorwegstaking in 1944, afgekondigd op 17 september door de Nederlandse regering in Londen, waardoor het transport in Nederland voor enkele weken voor een groot deel werd stilgelegd.
- De represailles waarmee de Duitse bezetter reageerde op de staking, tezamen met het algemene Duitse beleid. Voor een periode van zes weken werd het vervoer van voedsel naar het westen geblokkeerd; relatief eenvoudig, door blokkades op te werpen bij de Afsluitdijk, de bruggen over de IJssel en de Friese/Overijsselse IJsselmeerhavens en het niet meer afgeven van transportvergunningen. Dit veroorzaakte in West-Nederland een hongerramp van catastrofale omvang.

De staking viel samen met de grootste geallieerde luchtlandingsoperatie uit de geschiedenis nabij Arnhem, die van Operatie Market Garden. Omdat de frontlijn nu door Nederland liep, ruwweg langs de grote rivieren, kon er ook geen Limburgse steenkool naar West-Nederland worden vervoerd. Het zuiden van Nederland was voorafgaand aan de Hongerwinter al bevrijd.
Doordat de rivieren en het IJsselmeer eind december dichtvroren en doordat vervoer over land ook niet meer mogelijk was, werd het westen van Nederland van alle mogelijke voedsel en hulpgoederen, brandstoffen, kleding en medicamenten afgesneden. De Centrale Rederij voor de Voedselvoorziening kon niet meer varen. In het zicht van de bevrijding stierven door deze blokkade in de eerste maanden van 1945 meer dan 20.000 Nederlanders de hongerdood.

## Weerstatistieken De Bilt
Volgens het koudegetal van Hellmann was de winter 1944/45 met een wintergetal van 86,3 een normale winter (H < 100) en staat deze op de 38e plaats van winters in de 20e eeuw. Over de gehele winter, van 1 december t/m 28 februari, was de gemiddelde temperatuur in De Bilt 2,3 °C tegen 3,3 °C normaal (1981-2010). Ook naar het normaal (1911-1940) van toen (2,8 °C) was de winter kouder dan normaal.
De kou was echter niet gelijkmatig verdeeld: de maand december 1944 was iets kouder dan gemiddeld, 2,5 °C tegen normaal 3,7 °C; de maand januari 1945 was veel kouder dan gemiddeld, −1,6 °C tegen normaal 3,1 °C en de maand februari was veel zachter dan gemiddeld, 6,0 °C tegen normaal 3,3 °C. De vorst begon 23 december en eindigde op 31 januari. Met name in de tweede helft van januari kwam er veel strenge vorst voor en er waren die maand 10 ijsdagen, 22 dagen met een gemiddelde temperatuur beneden het vriespunt, 3 nachten met strenge vorst en 13 nachten met matige vorst. De maand januari 1945 stond op de zestiende plaats van koudste maanden in de 20e eeuw. De twee eerste oorlogswinters, 1941 en 1942, en ook de winter van 1939-1940 waren duidelijk kouder.
Door de schaarste en ontberingen voor het einde van de oorlogsperiode werd deze winterperiode van januari 1945 nog veel kouder ervaren dan de weerstatistieken aangeven.
Na februari 1945 was ook het voorjaar t/m juni zachter dan gemiddeld, maar de effecten van koude en gebrek ijlden nog na.

## Het leven in de hongerwinter
Doordat gas en elektriciteit niet te krijgen waren, was er geen licht, geen verwarming en geen normale gelegenheid tot koken. Met een knijpkat kon eventueel worden bijgelicht, maar velen behielpen zich met een klein stukje kaars en gingen vroeg naar bed. Na acht uur 's avonds mocht men bovendien vanwege de spertijd de straat niet meer op.
Bij centrale gaarkeukens kon eenmaal per dag, op vertoon van een bonnenkaart, waterige stamppot of soep van aardappelschillen worden afgehaald. Dat leidde tot lange rijen wachtenden, wat in de bijtende kou niet meeviel. Als er al een beetje eten in huis was, moest dat desalniettemin gekookt of verwarmd worden. Vaak gebruikte men daarvoor een oud conservenblik met een gat onderin, een wonderkacheltje. Daarin werden takjes of houtspaandertjes verbrand.
Binnen bezet gebied was de situatie het ergst. Vooral in de grote steden van de Randstad. De voedselschaarste was soms zo groot dat mensen zelfs honden, katten, bloembollen en suikerbieten aten. Wegens gebrek aan brandstof werden geteerde houtblokjes tussen de tramrails weggesloopt. Ook werden bomen illegaal omgezaagd. In de Amsterdamse Jodenbuurt en Nieuwmarktbuurt werd hout gesloopt uit leegstaande huizen waaruit Joden waren weggevoerd. Alles wat brandbaar was werd verzameld om de noodkacheltjes brandend te houden.
In de steden kon voor de doden soms slechts met grote moeite een graf worden gevonden. De grond was hard bevroren en de energie voor graafwerk en transport ontbrak. Hout voor doodskisten kon men bovendien beter gebruiken als brandstof. In Amsterdam werden van februari tot augustus 1945 de lijken in de leegstaande Zuiderkerk opgeslagen.

### Rantsoenen

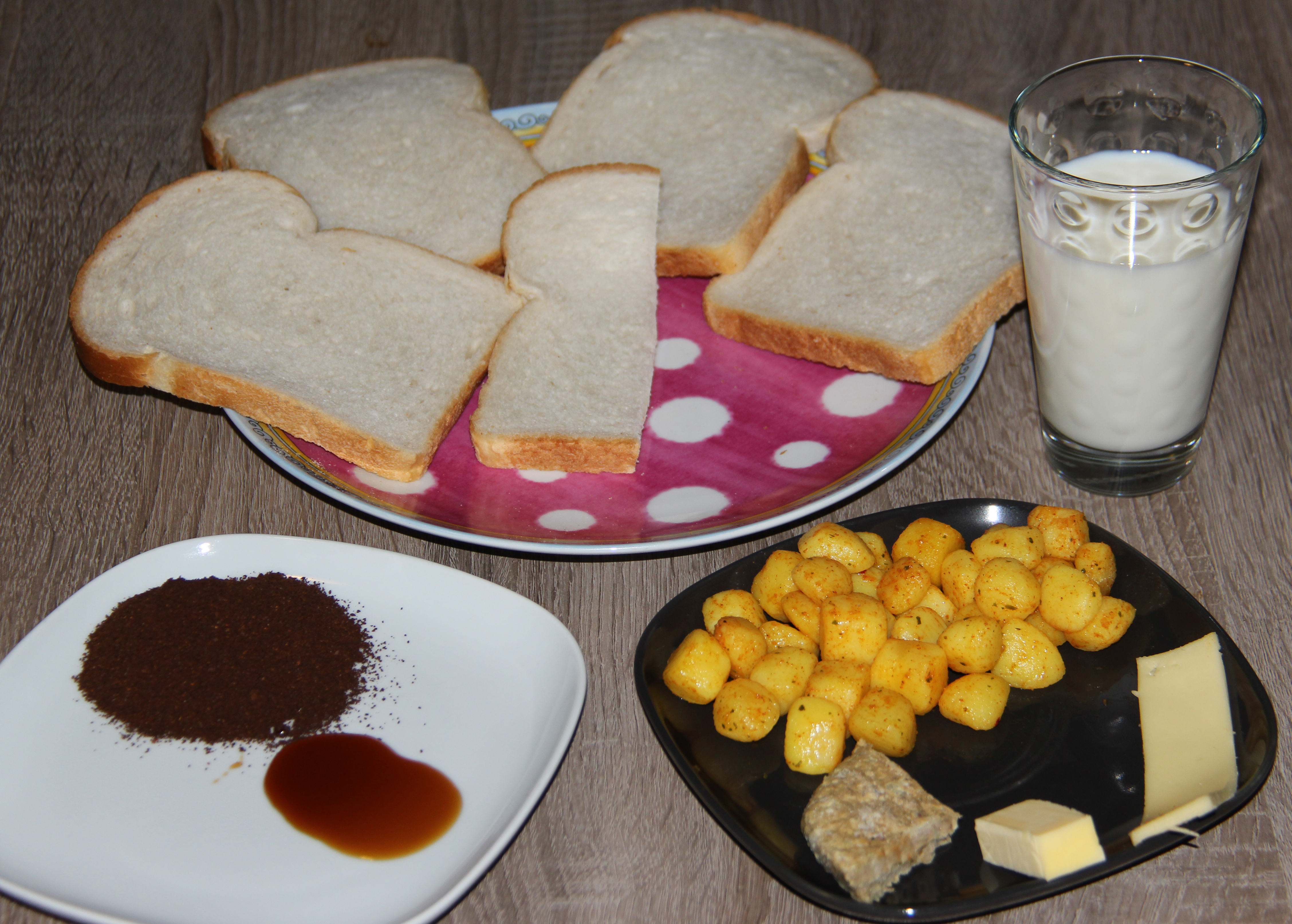
Visualisering van de dagelijks per persoon centraal gedistribueerde hoeveelheid voedsel in de periode 26 november - 23 december 1944. Er was circa 4,5 snee brood beschikbaar, naast margarine (8 gram), kaas (7 gram), koffiesurrogaat (6 gram), vlees (18 gram), aardappelen (143 gram), stroop (18 gram) en melk (185 ml). Bloem en vermicelli zijn niet weergegeven.

In vergelijking met de huidige relatieve overvloed aan voedingsmiddelen was er in de Hongerwinter slechts een zeer beperkte hoeveelheid voedsel beschikbaar in het westen van Nederland. De rantsoenen wisselden per week en waren afhankelijk van de hoeveelheid aanwezige voorraden. Hoewel er buiten het onderstaand overzicht ook nog via de 'zwarte markt' voedsel te koop was, werden hiervoor dikwijls exorbitante prijzen gevraagd. Daarnaast was de gestelde hoeveelheid rantsoen geen garantie dat deze voedselsoort daadwerkelijk aanwezig was. Ook was de kwaliteit dikwijls van een laag niveau.
|                       | Dagelijks rantsoen in gram in 1944 | Dagelijks rantsoen in gram in 1944 | Dagelijks rantsoen in gram in 1944 | ADH     |
| Soort                 | 1-28 oktober 1944                  | 29 okt. - 25 nov.                  | 26 nov. - 23 dec.                  | Nu      |
| --------------------- | ---------------------------------- | ---------------------------------- | ---------------------------------- | ------- |
| Suiker                | 36                                 | 9                                  | 0                                  |         |
| Brood                 | 257                                | 228                                | 157                                | 245     |
| Margarine (spijsolie) | 18                                 | 15                                 | 8                                  | 50      |
| Vlees                 | 18                                 | 18                                 | 18                                 | 130     |
| Havermout/Gort        | 18                                 | 13                                 | 0                                  |         |
| Peulvruchten          | 6                                  | 13                                 | 0                                  |         |
| Aardappelen           | 286                                | 286                                | 143                                | 250     |
| Koffie (surrogaat)    | 6                                  | 6                                  | 6                                  |         |
| Bloem                 | 10                                 | 10                                 | 5                                  |         |
| Vermicelli            | 4                                  | 4                                  | 4                                  |         |
| Kaas (20+)            | 7                                  | 7                                  | 7                                  | 40      |
| Jam/Stroop            | 18                                 | 18                                 | 18                                 |         |
| Melk (ml)             | 250                                | 63                                 | 185                                | 450     |
| Groente               |                                    |                                    |                                    | 200     |
| Fruit                 |                                    |                                    |                                    | 2 stuks |

### Gevolgen
Lichamelijke gevolgen van de ondervoeding die optraden waren:
- hongeroedeem
- bloedarmoede
- uitputting
- ademhalingsproblemen
- opgezwollen ledematen
- endometriose

Uit latere onderzoeken bleek dat de geestelijk gevolgen waren:
- elkaar afsnauwen
- intens verlangen om alleen te lijden
- woede-uitbarstingen
- oppotten van goederen
- extreme aanvallen van depressiviteit

## Kinderuitzendingen
De scholen waren nog wel open, maar langzamerhand werden de klassen kleiner, omdat veel kinderen thuis bleven of ziek werden. Ongeveer 50.000 ondervoede kinderen zijn vanuit West-Nederland geëvacueerd, hiervoor werd in december 1944 het Interkerkelijk Bureau voor Noodvoedselvoorziening en Kinderuitzending (het IKB) opgericht. Het IKB heeft voor de transporten van ongeveer 17.000 kinderen gezorgd, de andere transporten, de 'wilde transporten', werden georganiseerd door grote bedrijven, families en individuen. Ze werden via binnenschepen vervoerd en ondergebracht bij gastgezinnen in het oosten en noorden van Nederland. Op de terugweg namen de schepen voedsel mee. Vlak na de bevrijding werden veel ondervoede kinderen, de bleekneusjes, door pleegouders in onder meer Engeland, Denemarken en Zweden een paar maanden opgevangen om weer aan te sterken.

## Hongertochten
Veel mensen, vooral vrouwen, fietsten of liepen naar het oosten of noorden van het land om daar aan eten te komen, met het beetje geld dat ze hadden of om bezittingen: textiel, zilveren bestek en gouden sieraden te ruilen voor voedsel. Dergelijke tochten werden hongertochten genoemd. Veel boeren gaven onderdak aan mensen die over straat trokken. Die mensen worden hongertrekkers genoemd. Sommige boeren vroegen uit winstbejag veel te hoge prijzen voor het voedsel.

## Buitenlandse hulp
De Nederlandse Regering in ballingschap had bij de SHAEF geëist dat de bevolking van Nederland voorzien moest worden van voedsel. Ten gevolge van administratieve rompslomp ging veel tijd verloren, maar de regeringen van de neutrale landen Zweden en Zwitserland boden via hun Rode Kruis-organisaties hulp. 
In maart 1945 werd Zweeds wittebrood uitgedeeld, dat door het internationale Rode Kruis was geregeld. Dit brood werd in Nederland gebakken, het meel kwam met speciale transporten per schip uit Zweden. Doordat de Duitsers het binnenlands transport traineerden, kwam het pas veel later aan bij de bakkerijen. Op grond van het Akkoord van Achterveld dat op 28 april 1945 werd overeengekomen en op 2 mei ondertekend werd, werd op 29 april onder de naam operatie Manna met over zee aanvliegende geallieerde vliegtuigen begonnen met droppings van voedselpakketten, met droppings bij Rotterdam (Waalhaven en Terbregge), Gouda en Ypenburg en onder operatie Chowhound met droppings bij Duindigt, Valkenburg (Zuid-Holland), Utrecht, Hilversum, Schiphol, Vogelenzang en Alkmaar. Deze operaties liepen van 29 april tot en met 8 mei. In het oosten van dit gebied kwam met operatie Faust ook voedselhulp over de weg tot stand. Ook de Zwitserse Bondsraad bood hulpgoederen, zoals brood en rijst aan, dat op vertoon van voedselbonnen werd uitgereikt.

## Herdenking hongerwinter
- De Hongerwinter is venster nummer 42 van de Canon van Amsterdam
- Gedenksteen De hongerwinter (1945), Oosterkerk, Amsterdam
- In het Observatorium Nieuw-Terbregge bij Rotterdam bevindt zich een monument voor Operatie Manna
- Er bevinden zich gedenkramen voor de hongerwinter in de gemeentehuizen van Kamerik en Bolsward

## Verwijzingen en voetnoten
- NPO. De Hongerwinter Remake van oer-serie Het Spoor Terug uit 1984, 2 januari 2015.
- NPO en NOS. NOS 70 jaar bevrijding: Hongerwinter, 30 januari 2015. video.
- Vergeten Kinderen. Webproject over een Kindertransport vanuit Reeuwijk naar Drenthe in Maart 1945.

Tweede Wereldoorlog ·
Nederland in WO2 ·
België in WO2 ·
nazi-Duitsland ·
 Portaal:Tweede Wereldoorlog